# 脳室ドレナージ
脳室ドレナージ（のうしつドレナージ、ventricular drainage）とは、脳室内にカテーテルを挿入し、過剰な脳髄液や血液などを体外へ排出するための処置である。
頭蓋内圧の急激な上昇によって脳が圧迫され、意識障害や生命の危機が生じる場合に適用されることが多い。

## 適応例
脳室ドレナージは、おもに急性期の重篤な脳疾患に対して行われる緊急性の高い処置である。具体的な適応例としては、以下の疾患が挙げられる。
- 急性水頭症: 頭蓋内圧が急激に上昇し、患者の意識レベルが低下したり、生命の危険がある場合に、緊急で髄液を排出するために実施される。
- 脳室内出血: 脳出血が脳室に及んで急激に頭蓋内圧が上昇し、意識障害や嘔吐の症状が見られる場合に、溜まった血液や髄液を体外に出すために行われる。
- くも膜下出血: 重症度分類（HuntとKonsnikの重症度分類など）にもよるが、重症例においては、脳血管攣縮の予防や髄液循環の改善を目的として脳室ドレナージや脳槽ドレナージが用いられる。特に、脳室に血液が流入した場合や水頭症を発症している場合には不可欠な処置となる。
- 重症頭部外傷: 頭部外傷により脳内の圧力が異常に高まり、生命が脅かされる場合に、頭蓋内圧の管理のために脳室ドレナージが選択される。特に、脳室が狭窄している場合や正中偏位がある場合には、チューブの挿入が困難になることがある。
- 脳圧測定: 頭蓋内圧を詳細にモニタリングする必要がある場合に実施される。
- 術後の水頭症予防・脳圧コントロール: 脳腫瘍や脳出血などの開頭手術後に、一時的な脳浮腫によって髄液循環が悪化し、水頭症が生じるのを防ぐ目的で挿入される。
- 薬液・人工髄液の注入（灌流）: 脳室内に直接薬剤を注入する際にも利用される。

脳室ドレナージが必要な病態は、発症から速やかに処置をしないと、脳ヘルニアなどの重篤な合併症を引き起こし、生命に関わる可能性がある。そのため、この処置は緊急性が極めて高く、三次救急医療機関や脳神経外科の専門医療機関で実施される治療となる。

## ドレナージ管理
脳室ドレナージに用いられるチューブは、他のドレーンに比べて細いため閉塞しやすい特性を持つ。
- 圧設定と管理: 脳室ドレナージは開放式のドレナージであり、チューブの先端と排液バッグの位置関係によって設定圧が決定される。この設定圧は、外耳孔の高さに合わせて調整されることが多い。不適切な圧設定は、過剰排出（オーバードレナージ）による低髄圧症状（頭痛、意識障害、脳室内出血など）や、適切な排液が得られないことにつながるため、正確な圧管理が極めて重要である。管内に液面の拍動が確認できることが、チューブの機能が保たれている良い兆候とされる。
- 排液の観察: 排液の色、量、性状、拍動の有無を継続的に観察することが不可欠である。
- 色: 脳室内出血がなければ無色透明が原則である。血性が持続したり、新鮮な血液が排出されたりした場合は、速やかに医師に報告する必要がある。くも膜下出血術後には血性の排液から徐々に色が薄くなり、透明な髄液へと変化していく経過を観察する。
- 量: 髄液は1時間に約20mL産生されるため、通常は1時間あたり20mL以下の排出量が目安となる。過剰な排出（1時間に20mL以上）がある場合は、医師の指示で一時的にクランプするなどの対応が必要となる。
- 感染予防: ドレーンシステムは頭蓋内への直接の経路となるため、髄膜炎などの感染リスクが高い。特に2週間以上留置されると感染リスクが増加するため、ドレーン刺入部の清潔保持と無菌操作が徹底されるべきである。
- トラブルの発見と予防: チューブの閉塞を防ぐために、拍動の有無を確認することが重要である。拍動が認められない場合は、出血による凝血塊や脳組織による閉塞の可能性がある。また、患者の体位変換時や移動時には、ドレーンがベッドや枕などに引っかかったり、チューブが潰れたりすることで、オーバードレナージや閉塞のリスクがあるため、細心の注意を払う必要がある。
- 抜去の目安: 髄液の流出量が少ない場合や、高さを調整しても排出が減少した場合などが抜去の目安となる。抜去後も髄液循環の再障害により水頭症が悪化する可能性があるため、神経学的所見を注意深く観察する。

脳室ドレナージは、急性期脳疾患の救命と管理に必須の処置であるため、非常に専門的な知識と厳密な管理が求められる。